# Dark Figure of Crime
Dark Figure of Crime ist ein Kriminalfilm des südkoreanischen Regisseurs Kim Tae-kyun aus dem Jahr 2018. Der Film basiert auf einem wahren Ermittlungsfall.

## Handlung
Mithilfe eines Informanten findet der Polizist Kim Hyung-min jemanden, der vor 10 Jahren angeheuert worden sein soll, eine Leiche zu beseitigen. Doch noch während des Gesprächs wird der Zeuge Kang Tae-oh von einem anderen Polizeiteam für den Mord an seiner Freundin festgenommen. Doch ein paar Wochen später erhält Polizist Kim einen Anruf von Kang Tae-oh, dass dieser nicht nur seine Freundin ermordet habe, sondern insgesamt sieben Personen. Er erzählt ihm, er habe zwar seine Freundin tatsächlich ermordet, allerdings hätten die Polizisten ihm falsche Beweise untergeschoben. Im Gegenzug für die Klarstellung würde Kim die Liste der sieben Ermordeten erhalten. Detailliert schildert Tae-oh ihm den Fundort des Shirts und des Klebebandes, womit er seine Freundin fesselte. Die Forensik bestätigt die Echtheit. Kim macht sich dadurch aber auch unbeliebt bei seinen Kollegen. Alle raten ihm, die Fälle ruhen zu lassen, da Kang bereits im Gefängnis sitzt. Doch Polizist Kim lässt sich nicht beirren und erhält von Tae-oh die Liste der sieben Getöteten. Allerdings möchte Tae-oh dafür Geld und bestimmte Dinge wie eine Sonnenbrille. Kim willigt ein.
Zunächst geht er dem Mordfall an einer jungen Frau nach. Er untersucht den Tatort, der genau zu Tae-ohs Beschreibung passt. Schließlich lässt er sich von der Taxidienststelle, für die Tae-oh als Aushilfsfahrer arbeitet, Dokumente aushändigen und gleicht Tae-ohs Fahrzeiten mit Meldungen von vermissten Personen ab. Er stößt auf eine junge Frau namens Oh Ji-hee, deren Beschreibung mit Tae-ohs übereinstimmt. Als Kim die Großmutter des vermissten Mädchens aufsucht, erzählt sie ihm, dass ihre Enkelin eines Tages nicht mehr nach Hause kam. Schließlich findet Kim am Tatort menschliche Überreste. Er lädt Tae-oh zu einem Verhör in Anwesenheit der Staatsanwältin. Doch als Kim seine Ermittlungsergebnisse vorlegt und Tae-oh konfrontiert, streitet er alles ab. Polizist Kim habe ihn bezahlt, um an ein Geständnis zu gelangen. Er habe die Personen jedoch nicht umgebracht, sondern lediglich im Auftrag eines anderen begraben. Während des Gesprächs erhält Kim das Untersuchungsergebnis der Knochenanalyse. Die Knochen stammen nicht von Oh Ji-hee. Außerdem liegt der Todeszeitpunkt 10 bis 12 Jahre zurück und ist damit verjährt.
Kim schlussfolgert, dass Tae-oh die Polizei in widersprüchliche Handlungen verwickeln will, um letztlich ein milderndes Urteil zu erhalten. Dennoch ist Kim überzeugt, dass Tae-oh die Personen tatsächlich ermordet hat. Er nimmt sich aber vor, vorsichtiger zu sein und fokussiert sich auf einen Fall, der nicht verjährt ist und der in einem Gebäude stattfand. Er hofft, dass es hierfür gegebenenfalls Zeugen gibt. Er stößt auf Indizien, die auf Tae-oh als Mörder hinweisen. Allerdings fehlen für den Richter handfeste Beweise. Nach der Gerichtsverhandlung will Tae-oh sogar den Fall der ermordeten Freundin neu verhandeln, da er behauptet, die Polizei habe ihn zu Aussagen gezwungen.
Kim wird versetzt. Doch als er sich nochmal seine gesammelten Dokumente und Bilder ansieht, fällt ihm auf dem Foto eines Tatorts eine Spirale auf. Er sucht nach Frauen, die sich eine Spirale haben einsetzen lassen, und vermisst gemeldet wurden. Dabei stößt er auf die Ex-Freundin von Kang Tae-oh. Er geht dem Fall nach und findet heraus, dass er als Kind seinen Vater ermordete, der ihn und seine Schwester regelmäßig schlug. Über seine Ermittlungen kann er nach und nach den ganzen Handlungsverlauf nachvollziehen. Es kommt zu einer erneuten Gerichtsverhandlung, bei der Kang Tae-oh zu lebenslanger Haft verurteilt wird. Kim lässt der Mord an Oh Ji-hee nicht los und er ermittelt weiter, um Tae-ohs Morde aufzuklären.

## Rezeption
Der Film lief am 3. Oktober 2018 in den südkoreanischen Kinos an und hatte insgesamt knapp 3,8 Millionen Besucher.
Dark Figure of Crime erhielt positive Kritiken. Yoon Min-sik betont die exzellente Leistung der beiden Hauptdarsteller Ju und Kim. Auf positive Weise dramatisiere der Film die Ereignisse nicht und bleibe bis zum Ende spannend. Es sei ein außergewöhnlicher Film mit starker Regie und überzeugender Handlung. Park Boram von Yonhap bemerkt vor allem die sich aufbauende Spannung zwischen dem Kommissar und dem Verurteilten. Beide Darsteller seien aktuell auf der Spitze ihrer Karriere.

## Auszeichnungen
Korean Association of Film Critics Awards 2018
- Auszeichnung in der Kategorie Bestes Drehbuch für Kwak Kyung-taek und Kim Tae-kyun
- In der Liste Beste 11 Filme des Jahres

Blue Dragon Awards 2018
- Auszeichnung in der Kategorie Bestes Drehbuch für Kwak Kyung-taek und Kim Tae-kyun